# Centro de Lançamento de Alcântara

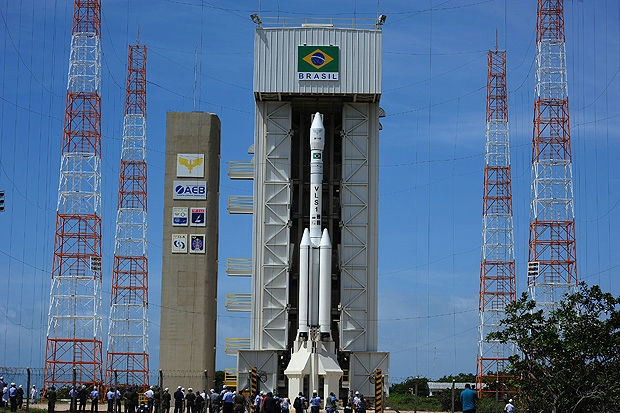
Centro de Lançamento de Alcântara.

Centro de Lançamento de Alcântara är en brasiliansk rymdbas, belägen i Alcântara (delstaten Maranhão), och drivs av det brasilianska flygvapnet (Comando da Aeronáutica). Det planeras att bygga en civil rymdbas, som ska administreras av den brasilianska rymdstyrelsen Agência Espacial Brasileira.
Centro de Lançamento de Alcântara ligger, precis som ESA:s rymdbas Centre Spatial Guyanais, nära ekvatorn.